# وكيل وزارة العدل الأميركية
وكيل وزارة العدل الأمريكية هو ثاني أعلى شخص في هرم السلطة القضائية في وزارة العدل الأمريكية.
في النظام الفيدرالي الأمريكي، يتولى وكيل وزارة العدل النيابة العامة وتمثيل الحكومة في المحاكم إلى جانب الصلاحيات القضائية الأخرى في حال غياب الوزير.
يتم تعيين وكيل وزارة العدل من قبل رئيس الولايات المتحدة، ويتم تأكيد التعيين من قبل مجلس الشيوخ.
- في 14 مايو 2007، أعلن بول ماكنولتي وكيل وزارة العدل عن استقالته في مذكرة قدمها إلى وزير العدل ألبيرتو كونزالس، على ان تدخل الاستقالة حيز التنفيذ في أواخر صيف 2007, أو حال اعتماد بديل آخر من مجلس الشيوخ.
- في 18 يوليو 2007, أعلن الرئيس جورج بوش عن تكليف Craig S. Morford للقيام بمهام وكيل الوزارة.
- ويأتي تعيين Morford بعد نجاح المحاكمة التي قادها أثناء خدمته كنائب عام عن Nashville, Tennessee ضد الممثل الرسمي عن ولاية أوهايو James Traficant بتهمة الرشوة.